# Inorganic Chemistry (časopis)
Inorganic Chemistry je dvonedeljni recenziranji naučni časopis koji objavljuje Američko hemijsko društvo od 1962. Časopis pokriva istraživanja iz svih oblasti neorganske hemije. 
Trenutni glavni urednik je Vilijam Tolman.